# Estação Iassenevo
Iassenevo (em russo:  Ясенево) é uma das estações da linha Kalujsko-Rijskaia (Linha 6) do Metro de Moscovo, na Rússia. Estação «Iassenevo» está localizada entre as estações «Novoiassenevskaia» e «Tioplyi Sstan».